# Milladoiro (España)
Milladoiro (oficialmente y en gallego O Milladoiro) es una aldea española situada en la parroquia de Viduido, del municipio de Ames, en la provincia de La Coruña, Galicia.

## Localización
Es el núcleo más importante del municipio de Ames, albergando la mitad de sus habitantes y está situado a escasos tres kilómetros del centro de Santiago de Compostela. En Ames limita con las aldeas de A Grela, Coira y con Bentín. Además limita con el municipio de Teo en la parte baja de la avenida Rosalía de Castro.

## Topónimo
Existes varias teorías sobre el nombre de la aldea. La más común cuenta que el nombre recuerda que era el último pueblo antes de llegar a Santiago por el Camino de Santiago portugués. Era el lugar donde los peregrinos se humillaban, se arrodillaban al ver la catedral por primera vez. Era un humilladoiro y también era un sitio emblemático.
Otra teoría advierte sobre la posibilidad de que o milladoiro sea una deformación de o miradoiro , que en la lengua local, el gallego, se traduce como el mirador. Por su orografía Milladoiro cuenta con un alto desde el cual se puede divisar la catedral de Santiago de Compostela y gran parte de la ciudad. De ahí la posible designación de mirador.
Además, en Galicia se denomina "milladoiro" a un montículo formado por pequeñas piedras amontonadas a través del tiempo por los romeros y peregrinos que se dirigen a algún santuario religioso.

## Historia
En marzo de 2009 Milladoiro se separó eclesiásticamente de la parroquia de Santa María de Biduído para pasar a ser una independiente. Actualmente la nueva fiesta patronal de Milladoiro es San José, nombre también incluido en el de la nueva división: San José de Milladoiro. 
Aparte de esta nueva celebración siguen vigentes otras como las de la Magdalena (julio), las de Milladoiro (agosto), y otras de menor envergadura y más recientes como la de las tapas.

## Demografía
| Gráfica de evolución demográfica de Milladoiro entre 2000 y 2024 |
|                                                                  |
| Datos según el nomenclátor publicado por el INE.                 |

## Economía
Se pueden encontrar todo tipo de comercios, y consta de numerosas cafeterías y tiendas de ropa. El mayor movimiento comercial se encuentra en las calles Anxeriz y Agro do Medio, paralelas a la N-550, en el Centro Comercial NovoMilladoiro, y en el parque empresarial NovoMilladoiro, en el extremo oeste del lugar.

## Espacios públicos
En Milladoiro se pueden encontrar una gran cantidad de espacios públicos, en su mayoría destinados a la infancia. Desde la plaza Manuel Murguía, la más grande de la aldea, situada al norte de esta y muy próxima a la calle Anxeriz, hasta el nuevo campo de fútbol, situado en el polígono comercial de Novomilladoiro. 
Los parques infantiles cobran una gran importancia en Milladoiro debido al gran número de niños que viven en él. Se pueden encontrar parques infantiles en la plaza Manuel Murguía, en la calle Travesa, calle Pardiñeiros, plaza de Correos, parque en frente al edificio La Capilla (calle Magdalena), en la estivada de Castelao y al extremo sur de la Rúa Costa Grande. Además, en la aldea podemos encontrar tres plazas, la plaza Manuel Murguía (la más grande) situada al norte de Milladoiro, luego, tenemos la plaza Pitis situado en avenida Muíño Vello y, por último, tenemos la plaza de la Magdalena, situada en el sur de la aldea y además en ella encontramos la capilla de la Magdalena, la construcción más antigua de la aldea. También hay espacios destinados a la tercera edad, como el local de jubilados, en la Rúa Figueiras, una zona al aire libre en la rúa Pardiñeiros con bancos e incluso zona destinada a la petanca, y al lado del parque infantil del extremo sur de la rúa Costa Grande, con aparatos de ejercicio gratuitos. Además, en la aldea se encuentra el parque verde central de Milladoiro, el primer gran parque verde de Milladoiro situado en el entorno de travesía do Porto.
La capilla de la Magdalena, es una capilla situada en la plaza de María Magdalena. La referencia más antigua que se recuperó de este templo es de 1539. Aparece en la documentación relativa a una visita que se realizó en 1598, cuando pertenecía al Hospital Vello de Santiago. Poco después la Universidad se hizo con sus bienes y patronato. Las primeras noticias acerca de las celebraciones en el día de la santa datan de la primera mitad del siglo XVIII, y por ellas sabemos que se celebraba una misa cantada a la que se acercaban, en procesión, una grande afluencia de gente de todo el entorno. Se trata de un edificio sencillo, organizado en dos cuerpos. El más antiguo es el del lado izquierdo. La fachada y el campanario responden al gusto barroco. Del otro lado de la cumbre del tejado está la cruz que sitúa la capilla mayor.

## Transporte
La empresa de transporte Monbus es la encargada de la ruta metropolitana entre Milladoiro - Santiago de Compostela. Une Milladoiro con la capital de Galicia cada 15 minutos durante la semana y horarios específicos marcados en su página web para los sábados y domingos. También cuenta con líneas que conectan directamente el polígono industrial Novo Milladoiro con la capital gallega, así como otras que enlazan Milladoiro con Bertamiráns.
A Milladoiro se puede llegar por la N-550, carretera que atraviesa la aldea, por la Autopista del Atlántico o por la autovía AG-56.